# Georg Axhausen

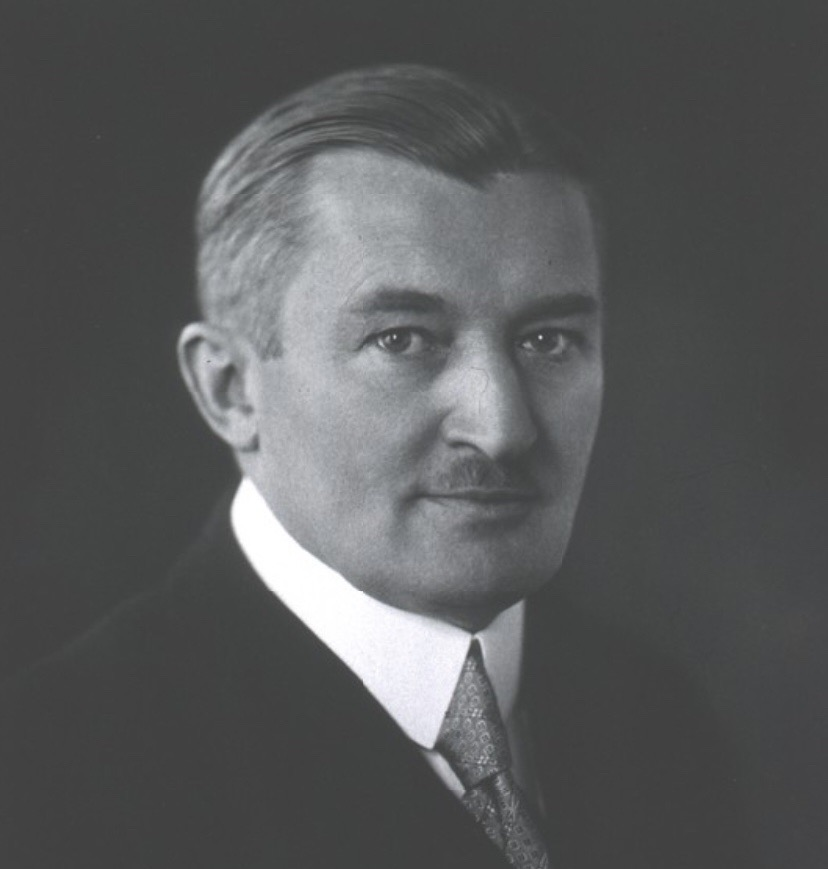
George Axhausen

Georg Axhausen (* 24. März 1877 in Landsberg an der Warthe; † 19. Januar 1960 in Berlin) war ein deutscher Kieferchirurg.

## Leben
Axhausen studierte von 1895 bis 1901 an der Kaiser-Wilhelms-Akademie für das militärärztliche Bildungswesen Medizin. 1902 wurde er an der Friedrich-Wilhelms-Universität zu Berlin zum Dr. med. promoviert. Nach einer Station an der Christian-Albrechts-Universität zu Kiel war er ab 1908 an der Chirurgischen Klinik der Charité tätig. 1928 übernahm er die Chirurgie des Berliner Zahnärztlichen Universitäts-Instituts und gründete dort die Kieferklinik, half die Kieferchirurgie als eigenständiges Fach zu etablieren. 1933 trat er dem NSKK und der Einheitsfront der Zahnärzte bei.
Mit seinen Arbeiten auf dem Gebiet der Mund-, Kiefer- und Gesichtschirurgie, besonders zu den Gaumenspalten, wurde er zum führenden Kieferchirurgen seiner Zeit. 1939 schied er auf eigenen Wunsch aus und wurde bei Kriegsbeginn als Oberstarzt in einem Speziallazarett eingesetzt. Als Grund für sein Ausscheiden im Jahr 1939 soll er gesundheitliche Probleme angegeben haben. Laut seinem Kieler Kollegen (und einstigen Schüler) Heinrich Hammer hatte er sich bei den Machthabern unbeliebt gemacht, worauf ihm Beförderungen verwehrt worden seien. Tatsächlich war seine Rolle im Dritten Reich nicht frei von Ambivalenzen, doch geriet er spätestens seit 1938 in zunehmende Distanz zu den Machthabern des NS-Staates. Im Mai 1938 äußerte er seine Auffassung, dass mit Ausnahme der doppelseitigen durchgehenden Lippen-Kiefer-Gaumenspalten die übrigen Formen der Gaumenspalten angesichts der vorzüglichen Behandlungserfolge als leichte Missbildungen zu bewerten sind, die den vom Gesetz (zur Verhütung erbkranken Nachwuchses) geforderten Bedingungen nicht entsprechen.  Nachdem Axhausen noch im Januar 1939 vom Reichszahnärzteführer Stuck zum Leiter der Akademie für zahnärztliche Fortbildung  und der Pflichtfortbildung des deutschen Kassenzahnarztes berufen worden war, hielt er bereits am 20. Februar 1939 seine Abschiedsvorlesung. Hier erklärt er, dass die Ausarbeitung wirksamer Methoden für die Gaumen- und Lippenplastik zu einem solchen Massenzugang von kindlichen Spaltträgern geführt habe, dass die Bettenzahl immer wieder gesteigert werden musste, diesem Umstand aber keine Neueinstellung von Assistenten parallel lief; die Besetzung der beantragten Stellen unterblieb. Die Verantwortung neben der operativen Last von erdrückender Schwere, die nervenaufreibende ärztliche Leistung „erfordert ein widerstandsfähiges junges Nervensystem. Wenn der natürliche Nachlass der Nervenkräfte eintritt, ist es an der Zeit, die schwere Bürde auf jüngere Schultern zu legen.“
Mit wörtlichen Auszügen aus Axhausens Die Grundsätze der provisorischen Wundversorgung würdigte während des Zweiten Weltkriegs die Bayer Dentalabteilung, Leverkusen, seine Bedeutung als Kieferchirurg. Die Broschüre, die auch kürzere Referate einschlägiger Arbeiten anderer Autoren enthielt, sollte die „schwierige und verantwortungsvolle Aufgabe der im Felde kieferchirurgisch Tätigen in bescheidenem Maß unterstützen“.
Ab 1946 nahm er seine Tätigkeit an der Zahnklinik, die jetzt in der „sowjetischen Besatzungszone“ lag, wieder auf. Erleichtert aufgrund „politischer Unbedenklichkeit“, übernahm er als geschäftsführender Direktor die Chirurgische Abteilung und die Kieferklinik. Als 1948 erstmals nach dem Krieg wieder Vereinigungen im Umfeld von Universitäten gegründet werden durften, wurde Axhausen zum ersten Vorsitzenden der Zahnärztlichen Gesellschaft an der Universität Berlin gewählt. Diese „Gesellschaft dümpelte mehr oder weniger vor sich hin und geriet fast in Vergessenheit“. Nach „Besuch aus Amerika“ zu einer Versammlung der Gesellschaft ging über Vorstandsmitglied Walter Drum allerdings der Antrieb zu Fluoridierungsaktionen aus, in deren Rahmen in Ostdeutschland unter Axhausens Nachfolgern zahlreiche Anlagen zur Trinkwasserfluoridierung installiert wurden.
Mit 73 Jahren wurde Georg Axhausen 1950 emeritiert. Die Nachfolge zu regeln erwies sich als schwierig. Eine Weile war Heinrich Hammer im Gespräch, der lehnte jedoch einen Ruf ab. Die Universitätsleitung bevorzugte Michael Arnaudow, dem sie kommissarisch die Leitung übertrug. „Er ist nicht einmal habilitiert,“ schrieb Axhausen an den von ihm favorisierten Wolfgang Rosenthal „[…], aber er steht den Russen nahe und damit der jetzigen Führerschicht.“ Schließlich lehnte dann auch Arnaudow ab und machte den Weg frei für Rosenthal. Im Amt des geschäftsführenden Direktors folgte 1950 Ewald Harndt, der jedoch schon im November des Jahres ebenso wie H. Kirsten und Axhausens Oberarzt Hans Joachim Schmidt (* 1912) sein Dienstverhältnis mit der Universität aus politischen Gründen (Ost-West-Konflikt) kündigte. Verheiratet war Axhausen mit Charlotte geborene Frosch, der Tochter des Koch-Schülers Paul Frosch.

## Schriften
- Histologische Untersuchungen über Knochentransplantationen am Menschen. In: Deutsche Zeitschrift für Chirurgie. Band 91, 1907, S. 388 ff.
- Die histologischen und klinischen Gesetze der freien Osteoplastik auf Grund von Tierversuchen. In: Archif für klinische Chirurgie. Band 88, 1909.
- Operationsübungen an der menschlichen Leiche und am Hund (= Lehmanns medizinische Atlanten. Band 13). Lehmann, München 1919; 2. Auflage ebenda 1930.
- Die Chirurgie des Anfängers: Vorlesungen über Chirurgische Propädeutik. Springer, Berlin 1923, doi:10.1007/978-3-642-99690-0.
- Beiträge zur Mund- und Kieferchirurgie (= Deutsche Zahnheilkunde. Heft 82). Thieme, Leipzig 1932.
- Technik und Ergebnisse der Gaumenplastik. Thieme, Leipzig 1936.
- Die Kriegswundbehandlung in Kiefer-Gesichtsbereich, hrsg. im Auftrag der Deutschen Zahnärzteschaft. Lehmann, München 1940; 2., verbesserte Auflage ebenda 1941.
- Die allgemeine Chirurgie in der Zahn-, Mund- und Kieferheilkunde (= Lehmanns zahnärztliche Lehrbücher. Band 6). Lehmann, München 1940; 4. Auflage: Hanser, München 1949.
- Technik und Ergebnisse der Lippenplastik. Thieme, Leipzig 1941.
- Leitfaden der zahnärztlichen Chirurgie: Einführung in die klinische Zahnheilkunde für Studierende der Medizin und der Zahnheilkunde in 16 Vorlesungen. Hanser, München 1950.
- Die Ausbreitungsformen der odontogenen pyogenen Infektion und ihre Behandlung (= Zahnheilkunde in Einzeldarstellungen. Folge 7). Hanser, München 1951.
- Technik und Ergebnisse der Spaltplastiken. Hanser, München 1952.

## Auszeichnungen
- 1948: Dr. med. h. c. der Universität Kiel.[20]
- 1950: Dr. h. c. der Universität Buenos Aires.[21]
- 1952: Ehrenmitglied der Deutschen Gesellschaft für Zahn-, Mund- und Kieferheilkunde.[22]
- 1957: Bundesverdienstkreuz Erster Klasse[23]